# Internement des Nippo-Américains

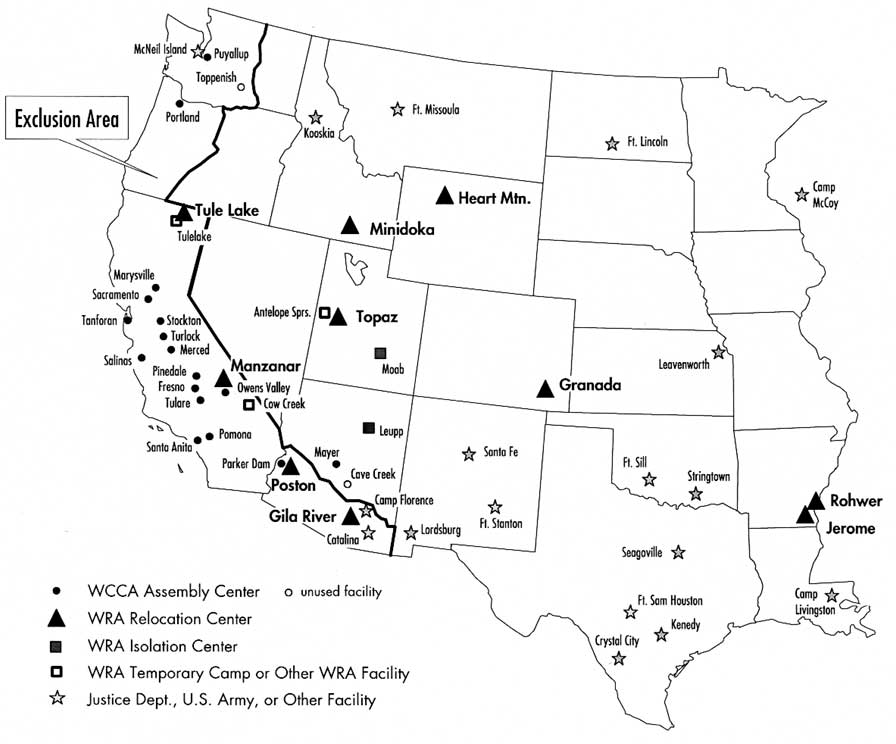
Carte des camps.

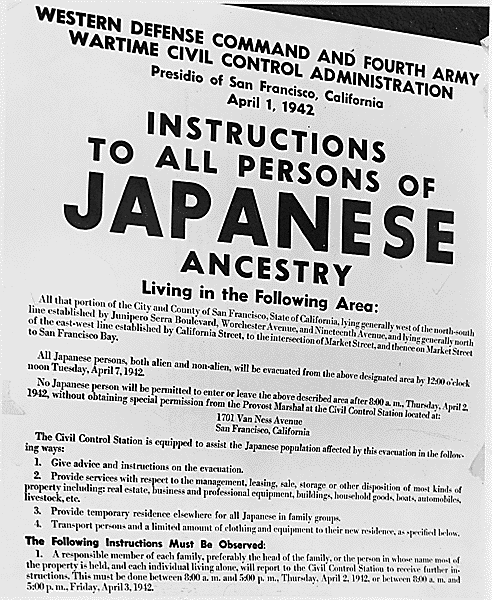
Pancarte présentant les personnes d'ascendance japonaise sommées de se présenter avant leur déplacement.

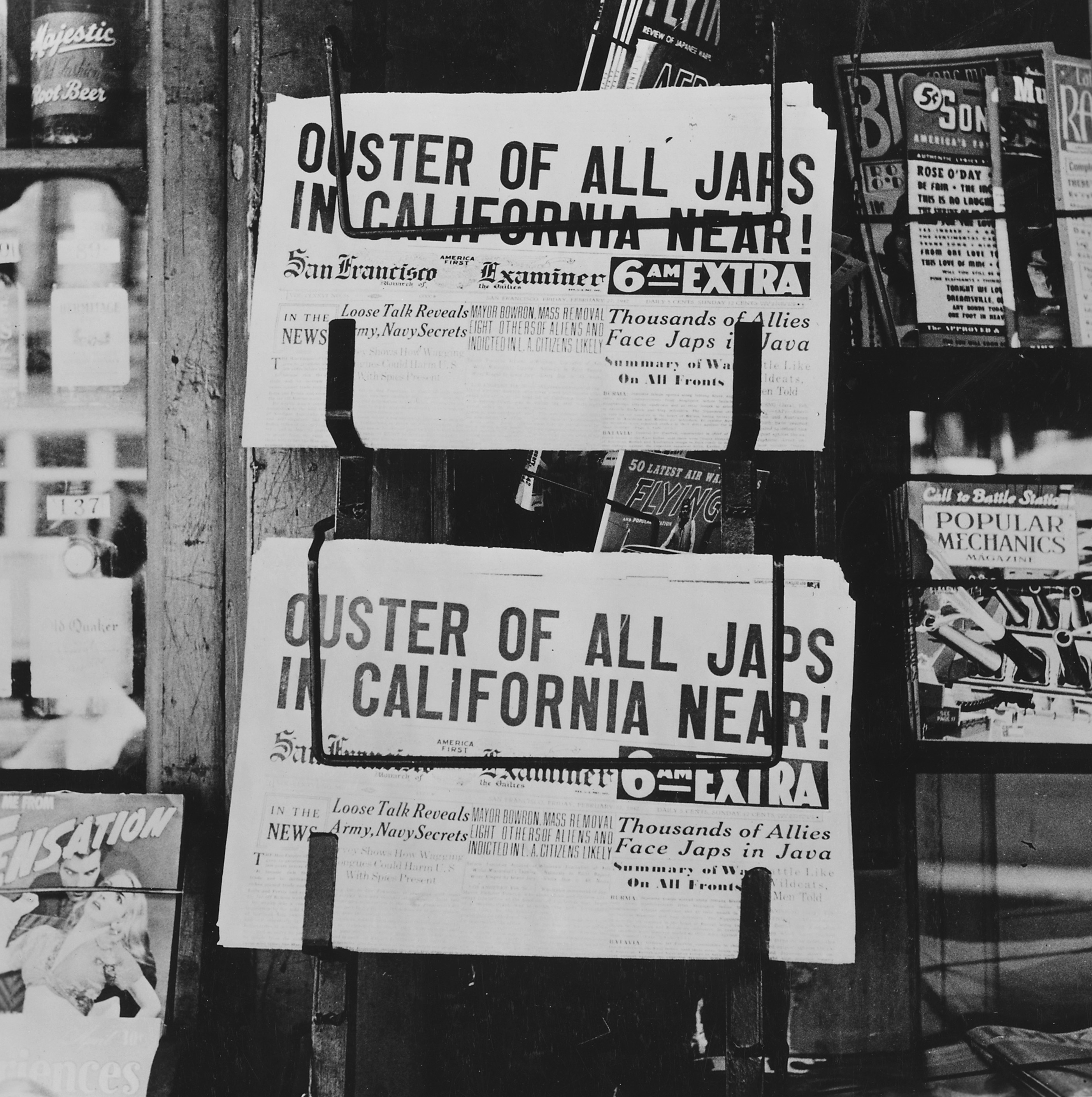
À la une du journal californien San Francisco Examiner (avril 1942).

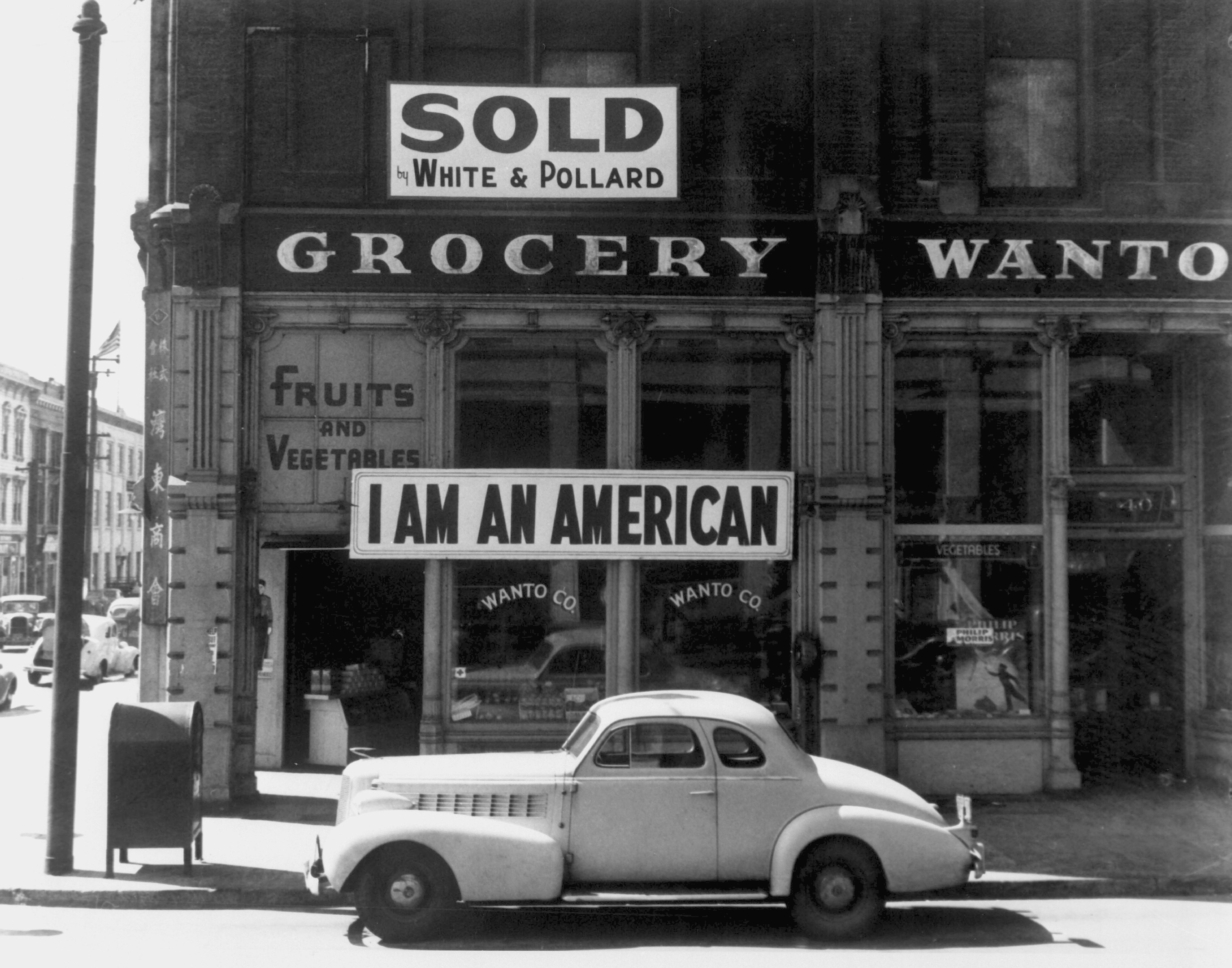
Un Nippo-Américain affiche cette banderole sur son magasin après l'attaque de Pearl Harbor. Cette photo de Dorothea Lange a été prise en mars 1942, juste avant l'internement de cet homme.

L’internement des Nippo-Américains est un événement historique de la Seconde Guerre mondiale,, qui a vu la déportation et l'incarcération d'environ 120 000 civils ressortissants japonais et américains d'origine japonaise dans des Centres de relogement précaires et éloignés.

## L'origine
L'attaque de Pearl Harbor qui fait entrer en guerre les États-Unis, exacerbe le sentiment anti-japonais dans la population américaine, même à l'endroit des Nippo-Américains bien intégrés. Entre le 7 et le 11 décembre 1941, le FBI procède à l’arrestation arbitraire de 1 370 Nippo-Américains. Le 2 janvier 1942, le Joint Immigration Committee affirme dans un rapport que « les Japonais ethniques sont totalement inassimilables » et que leur loyauté va à l'Empereur du Japon. Un fait divers, l'incident de Niihau, où des « Nisei » ont collaboré spontanément et volontairement avec un pilote de l'aéronavale japonaise en décembre 1941, a eu une influence probable sur la décision d'internement massif. Selon Hallstead, le comportement des Nisei impliqués a été mentionné dans un rapport officiel de la Marine daté du 26 janvier 1942. Son auteur, le lieutenant de vaisseau C. B. Baldwin, écrit : « Le fait que les deux résidents d'origine japonaise à Niʻihau, qui n'avaient montré jusque-là aucune tendance anti-américaine, aient aidé le pilote parce que la mainmise japonaise sur l'île semblait possible, montre une probabilité que des résidents japonais que l'on croyait fidèles aux États-Unis puissent aider le Japon si d'autres attaques japonaises paraissaient avoir des chances de succès. ».
La suspicion à l'encontre des citoyens japonais ou d'origine japonaise prend de l'ampleur avec la crainte d’une invasion japonaise et la présence redoutée d'une « cinquième colonne ». Le 1er mars 1942, le général John DeWitt (qui a notamment déclaré que les Japonais « sont des gangsters qui doivent être traités comme tels » et qu'« un Jap est un Jap »[source insuffisante]) donne aux autorités civiles le pouvoir d'arrêter systématiquement tous les Japonais, y compris les Japonais naturalisés américains, et de les enfermer dans des camps de détention comme ceux de Manzanar et de Terminal Island. L'objectif officiel est d'assurer la sécurité de l'État, et d'empêcher les opérations d'espionnage ou de sabotage sur le territoire américain. Le président Franklin D. Roosevelt entérine cet internement massif par le décret présidentiel nº 9066, qui permet aux autorités militaires locales de désigner des « zones militaires » en tant que « zones d'exclusion », desquelles « toutes les personnes pouvaient être exclues ». Cette faculté est utilisée pour déclarer que toute personne d'ascendance japonaise est exclue de l'ensemble de la côte Ouest, notamment la Californie dans sa totalité, ainsi qu'une grande partie occidentale des territoires de l'Oregon et de l'État de Washington, mais aussi le Sud de l'Arizona.
Cette disposition est diversement appliquée aux États-Unis. Sur la côte ouest, tous les Japonais-américains sont internés (soit 1,2 % de la population de Californie). À Hawaï, où les Américains d'origine japonaise sont au nombre de 150 000 et composent près d'un tiers de la population de l'archipel, formant l'ossature de l’économie des îles, leur traitement est un peu moins drastique, et c'est entre 1 200 et 1 800 Nippo-Américains qui sont touchés par la mesure. Au total, 62 % des internés sont des citoyens américains. Parmi les internés, 62 % étaient des « Nisei », autrement dit des Japonais américains de seconde génération donc de citoyenneté américaine et 38 % des « Issei », c'est-à-dire des Japonais de première génération résidents aux États-Unis.
De nombreux internés deviendront célèbres malgré tout : Taky Kimura, maitre en arts martiaux, Michio Itō, chorégraphe, Tōyō Miyatake, photographe, Fred Korematsu, George Takei, acteur de la série Star Trek, déporté au camp de Rohwer, Pat Morita, acteur dans Happy Days et Karaté Kid (The Karate Kid), déporté au camp de Gila River, ou encore Kiyoshi Kuromilla, auteur américain.

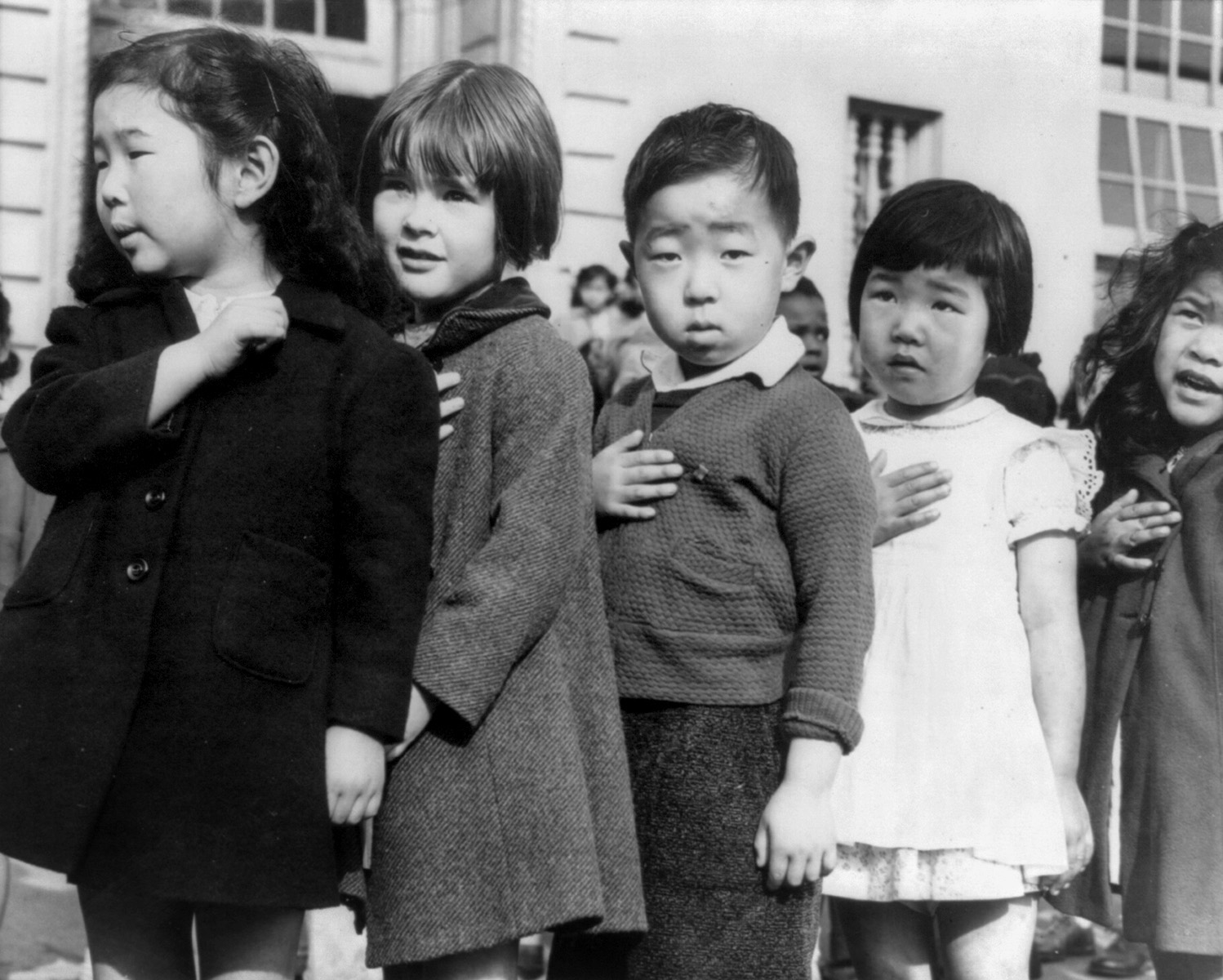
En avril 1942, des enfants de l’école publique de Weill, à San Francisco, prêtent allégeance au drapeau américain avant leur internement.
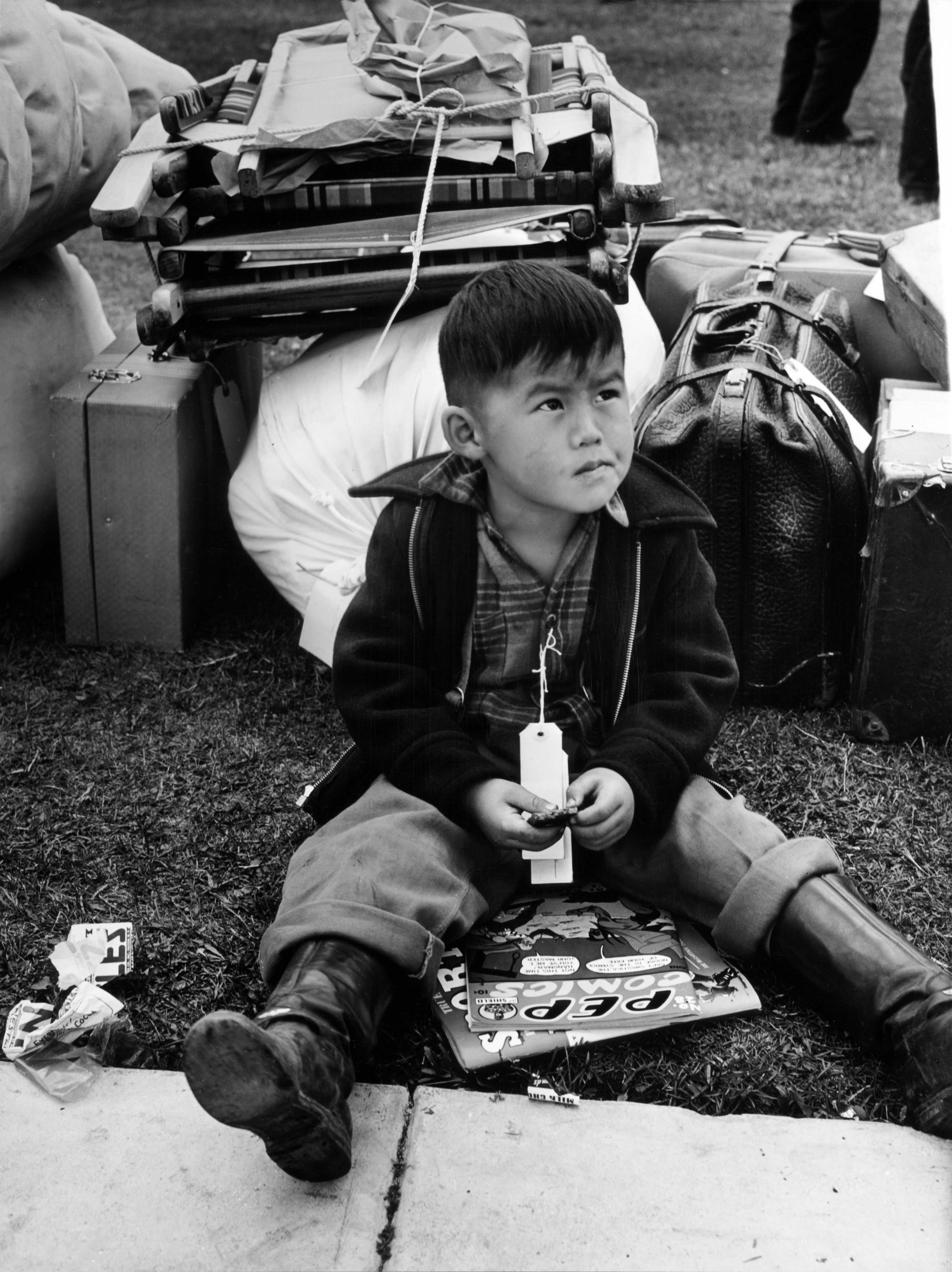
Un enfant avec une pancarte « Tagged for evacuation », Salinas, Californie, mai 1942. Photo de Russell Lee.
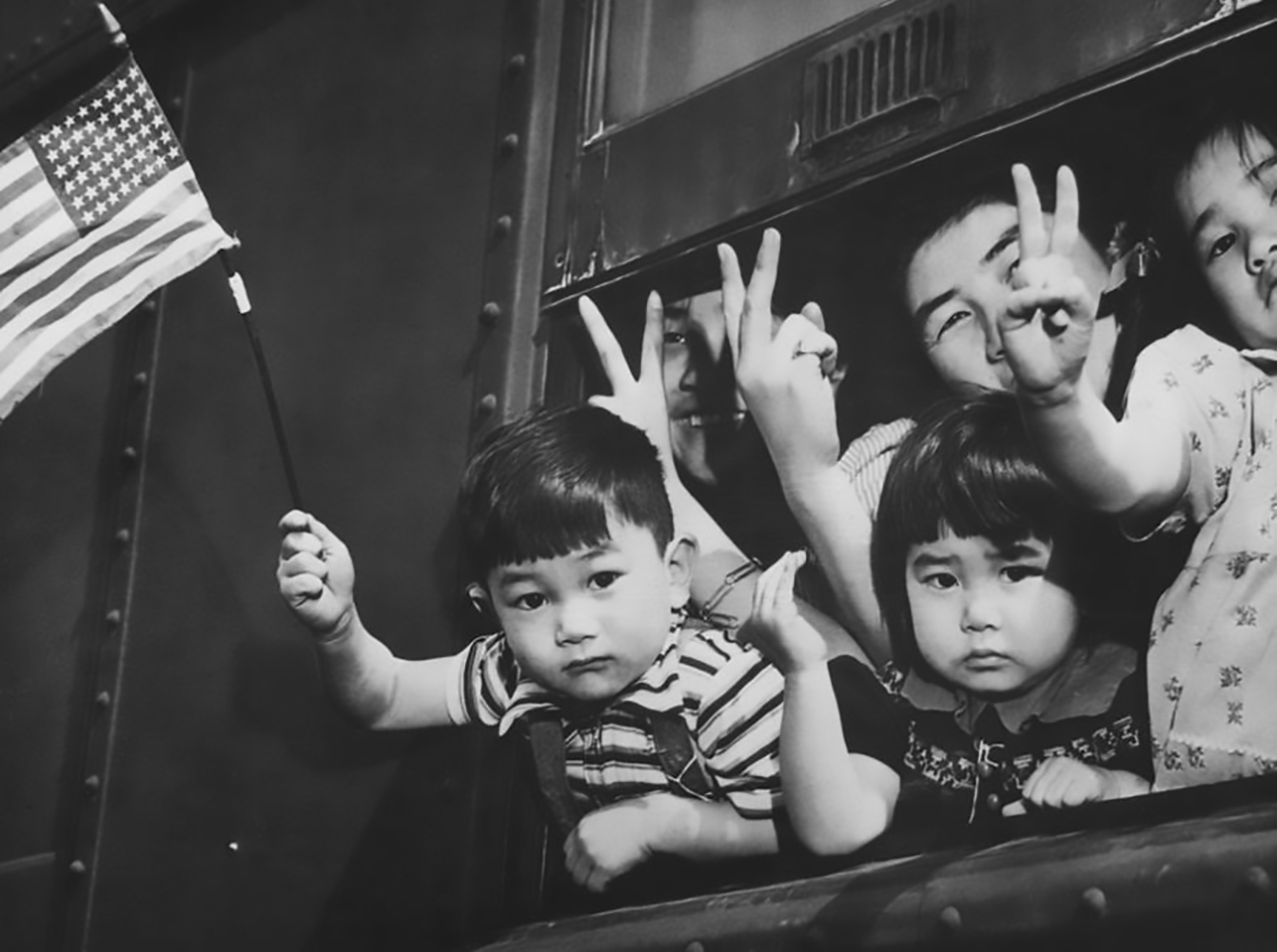
Un groupe de jeunes évacués à la fenêtre d'un train spécial alors qu'il quitte Seattle avec les évacués de l'île de Bainbridge, le 30 mars 1942.

## Les camps
Des camps de concentration temporaires sont rapidement créés, tel le Camp Harmony à Puyallup (Washington). Puis dix camps d'internement, appelés Relocation Centers (« centres de relogement »), disséminés dans l'ouest du territoire américain, sont mis en place par la War Relocation Authority (WRA, « autorité de relogement par temps de guerre »), une agence fédérale créée spécialement à cet effet.

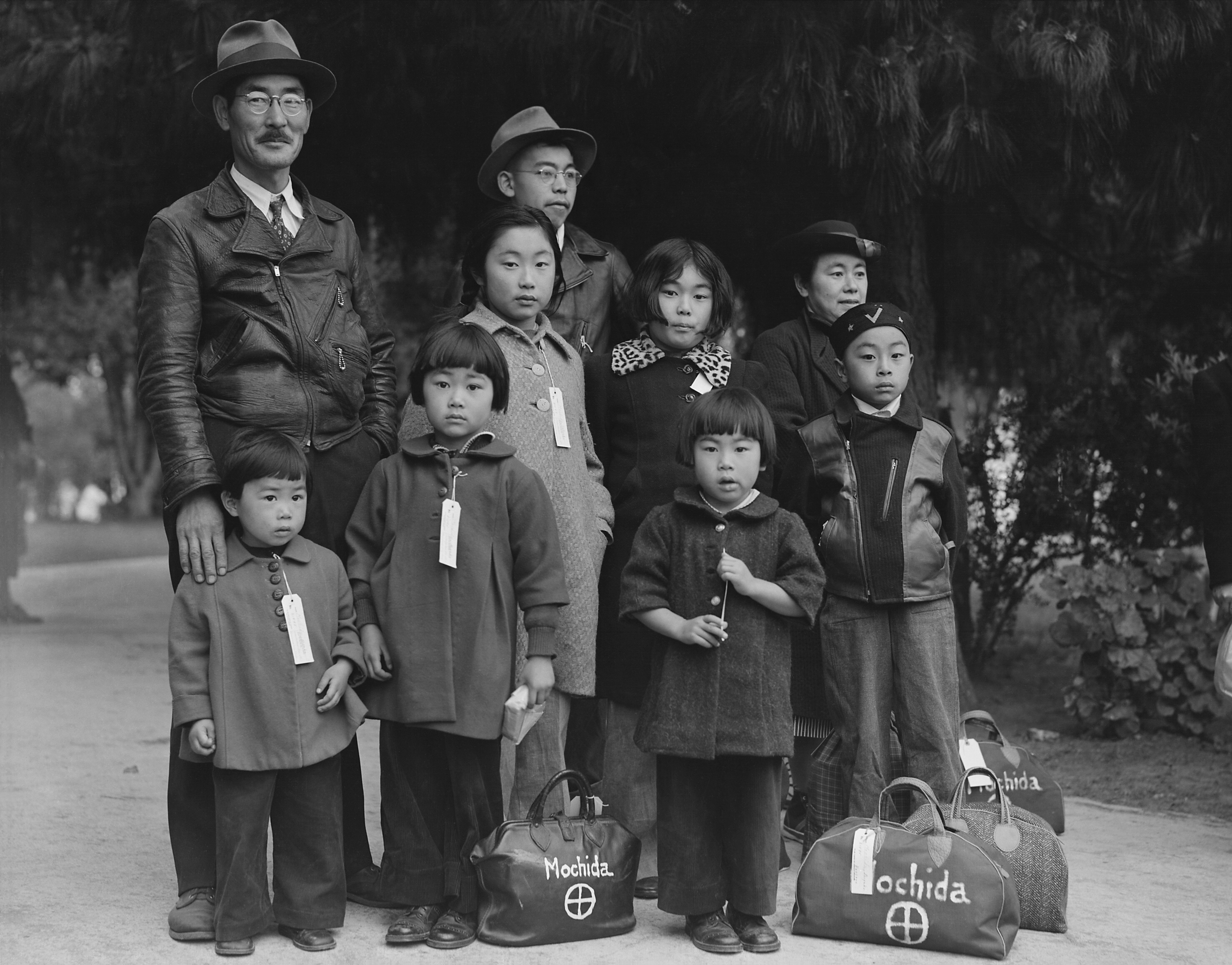
Des membres de la famille Mochida attendent le bus d’évacuation. Des étiquettes d’identification sont utilisées pour garder la cellule familiale intacte pendant toutes les phases d’évacuation. Mochida exploitait une pépinière et cinq serres sur un site de deux hectares dans le canton d’Eden, comté d'Alameda.
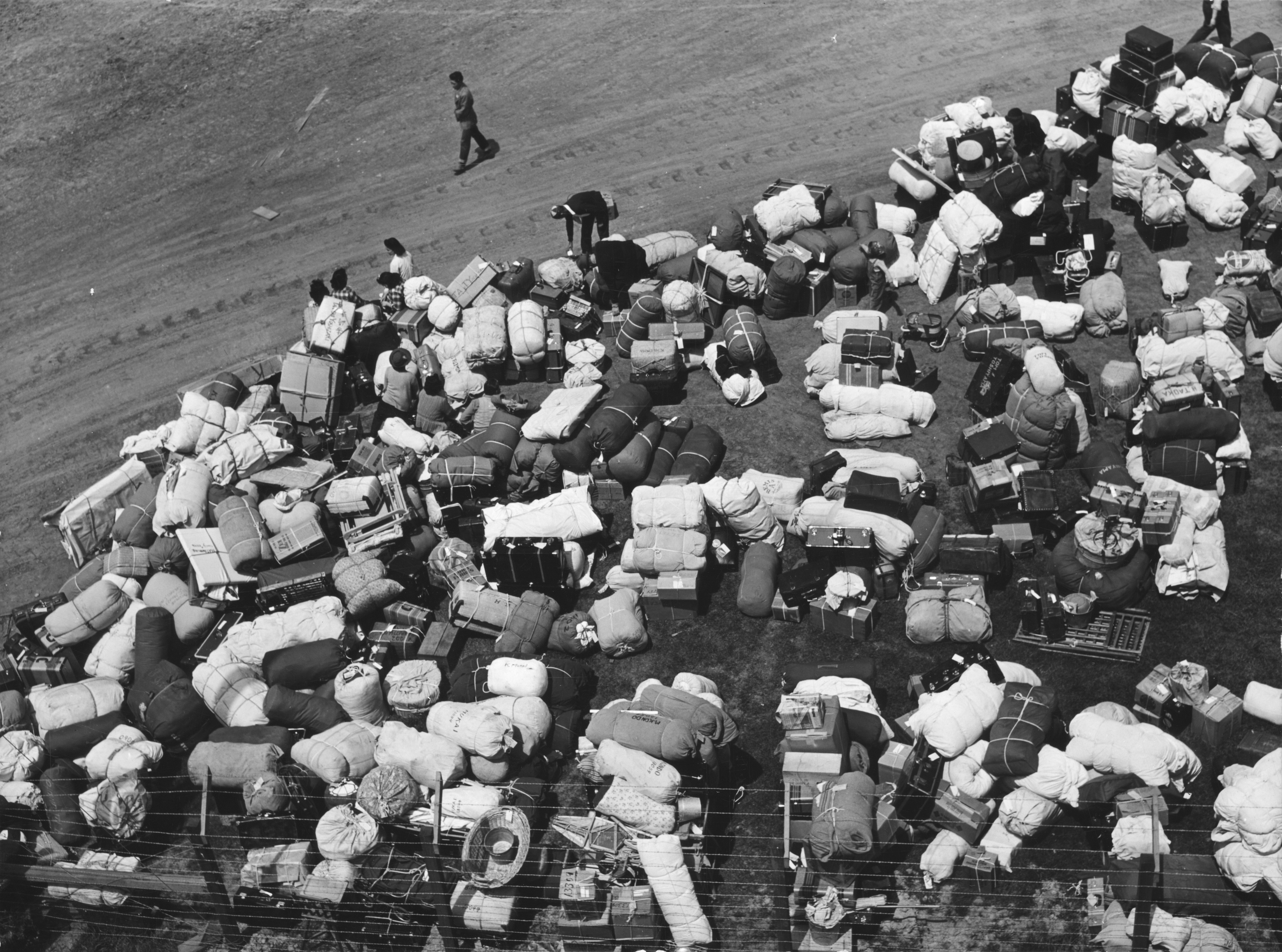
Les bagages des Américains d'origine japonaise de la côte ouest, dans un centre d'accueil de fortune situé sur une piste de course.

### Centre de Manzanar(près d'Independence, Californie),10 000 internés
Parmi les dix camps d'internement, le camp de Manzanar (« pommeraie » en espagnol) est le camp d’internement le plus connu aux États-Unis. Il accueille des citoyens japonais ainsi que des citoyens américains d’origine japonaise. Manzanar est situé au pied de la Sierra Nevada dans la vallée d’Owens en Californie entre les villes de Lone Pine au sud et Independence au nord, à environ 370 km au nord-est de Los Angeles. Manzanar est aujourd'hui un site historique national.

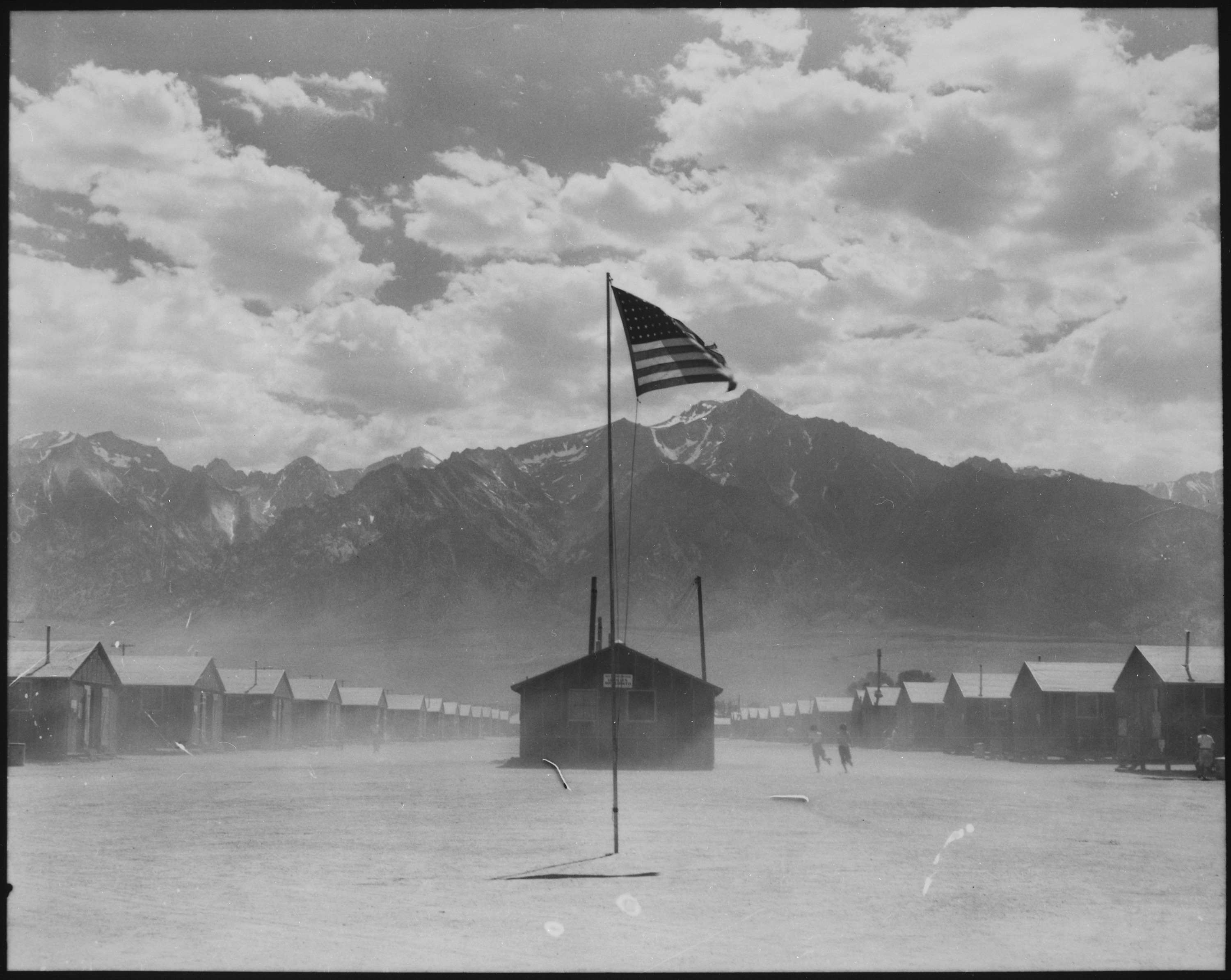
Tempête de poussière au Manzanar War Relocation Center.
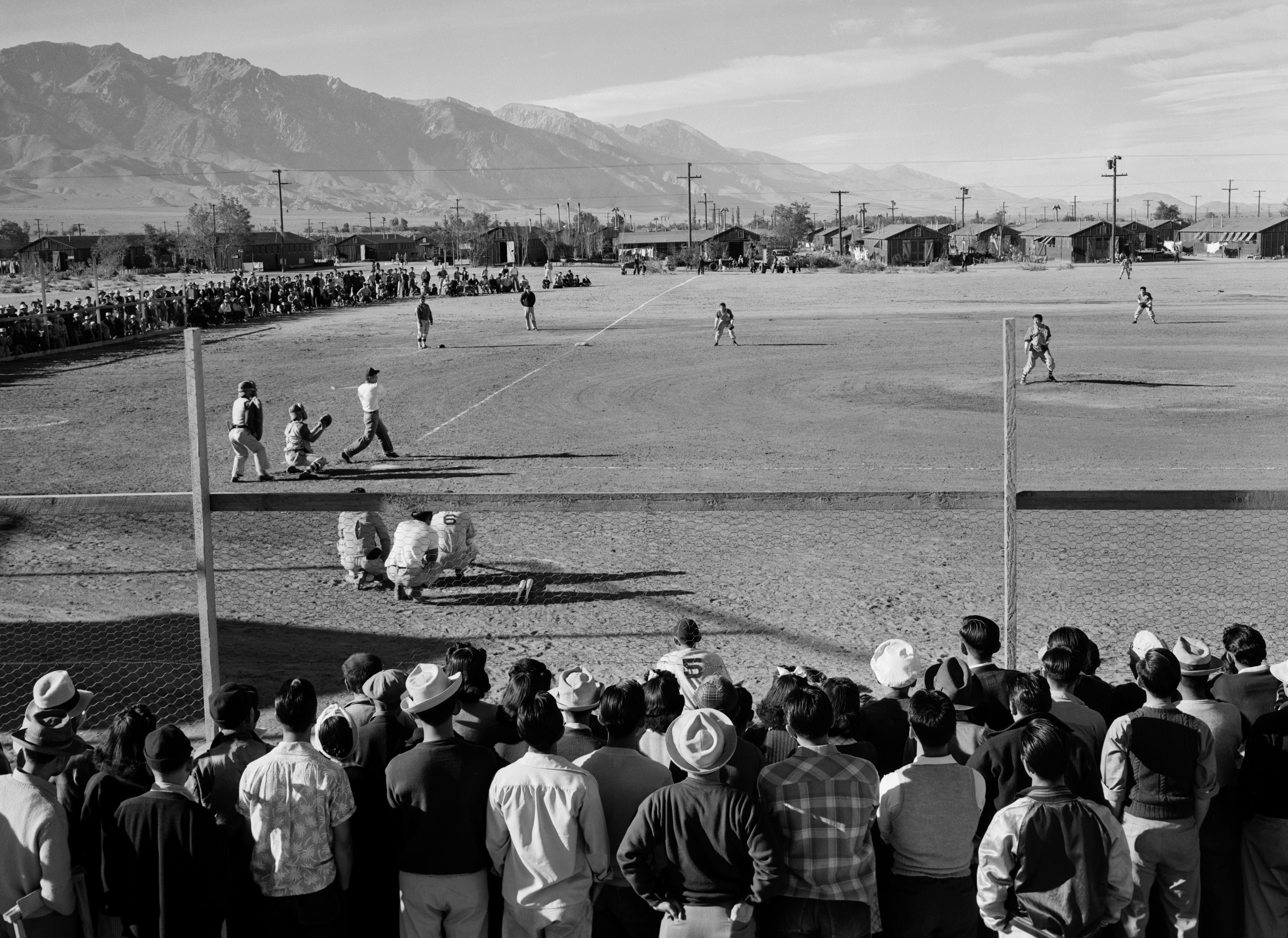
Un match de baseball à Manzanar. Photo par Ansel Adams, c. 1943.
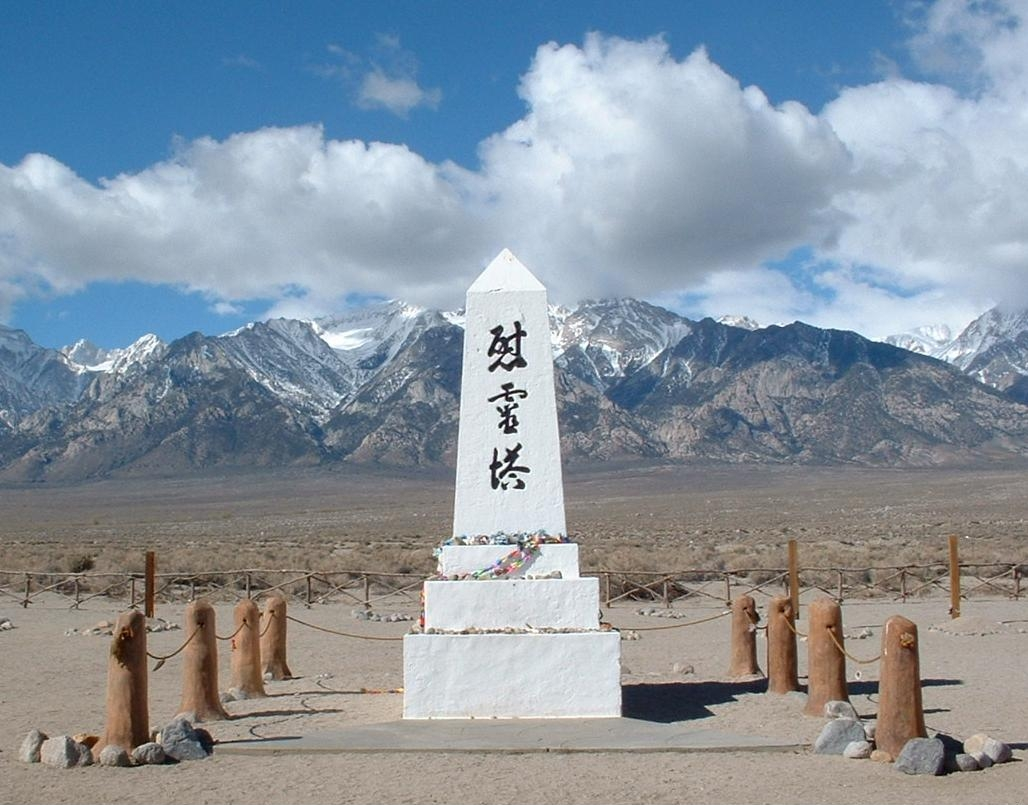
Un monument à Manzanar, « to console the souls of the dead » (pour consoler les âmes des morts).

### Centre de Jerome(près deJerome, Arkansas),8 500 internés
Le camp de Jerome dans l’Arkansas est le premier camp à fermer ses portes, le 30 juin 1944.

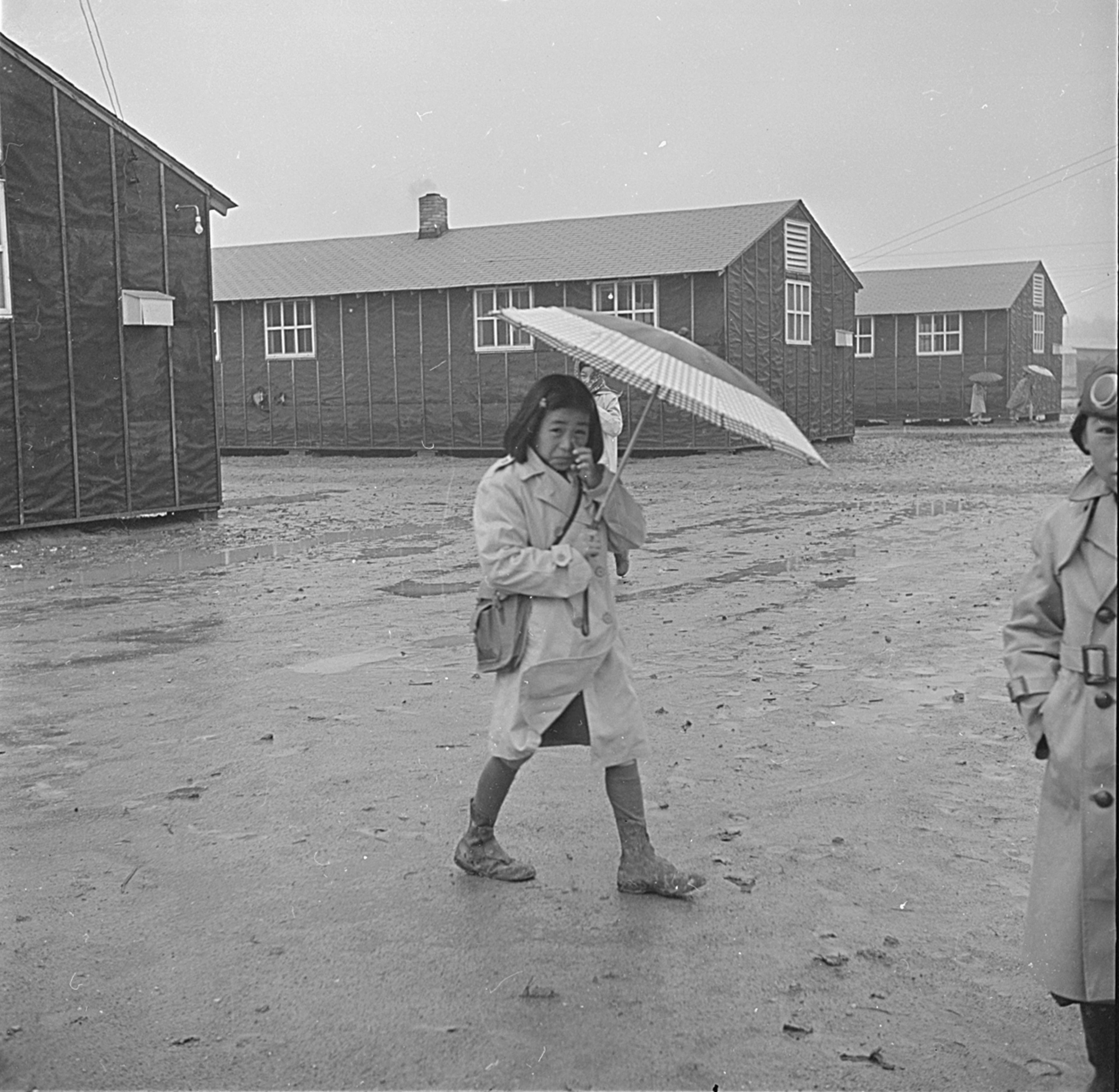
Le centre Jerome couvert de boue pendant la saison des pluies.
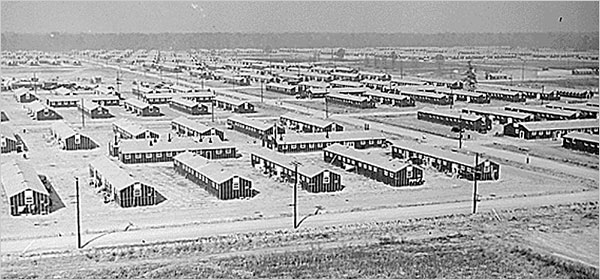
Le centre Jerome.
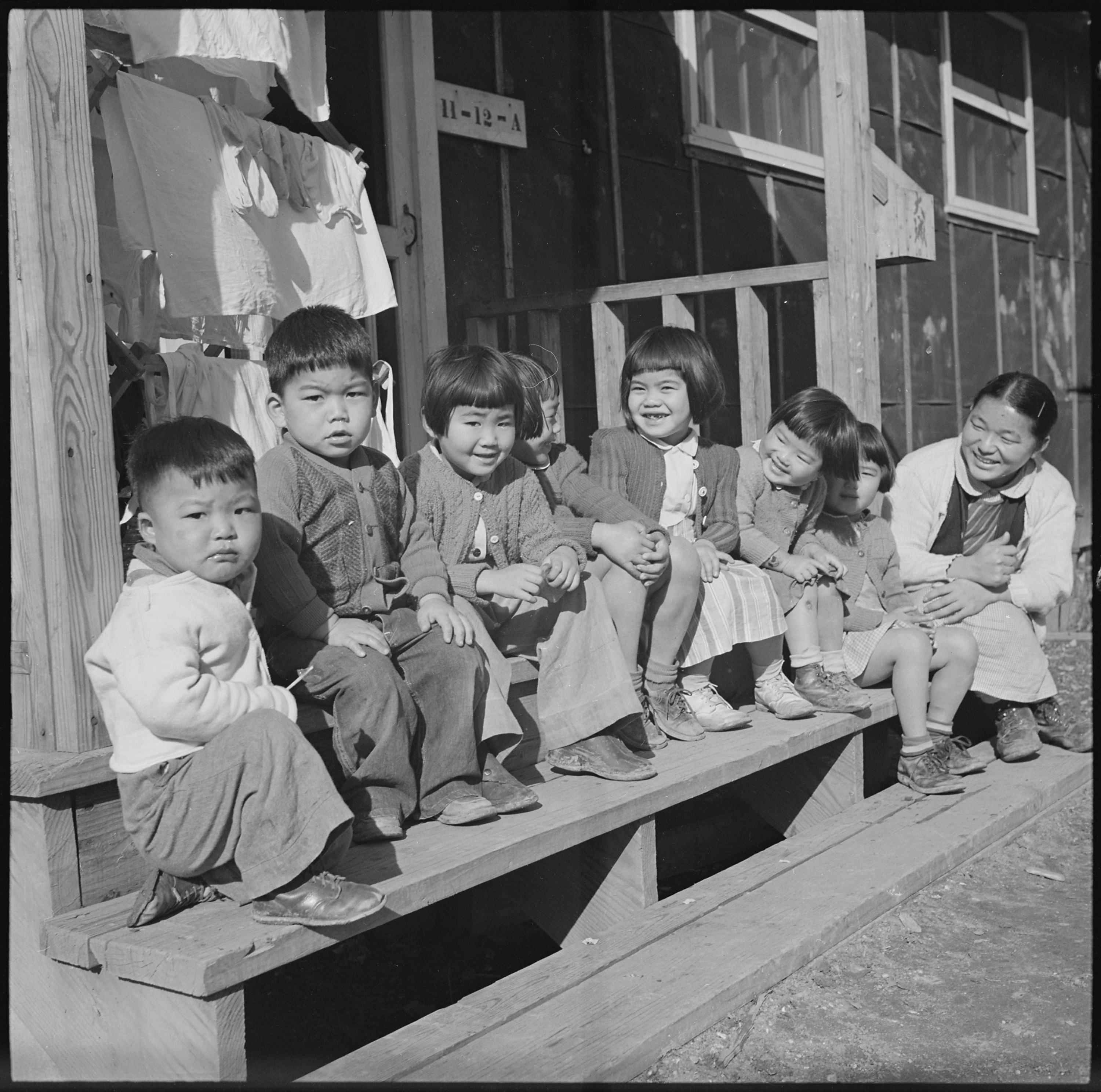
Groupe de jeunes enfants au centre Jerome.

### Centre de Tule Lake (près de Tulelake, Californie),19 000 internés
Le camp de Tule Lake, où l’on dénombre jusqu’à 18 789 internés, est un camp de haute sécurité où sont internés les éléments les plus réfractaires, et c'est le dernier camp à fermer ses portes, en mars 1946.

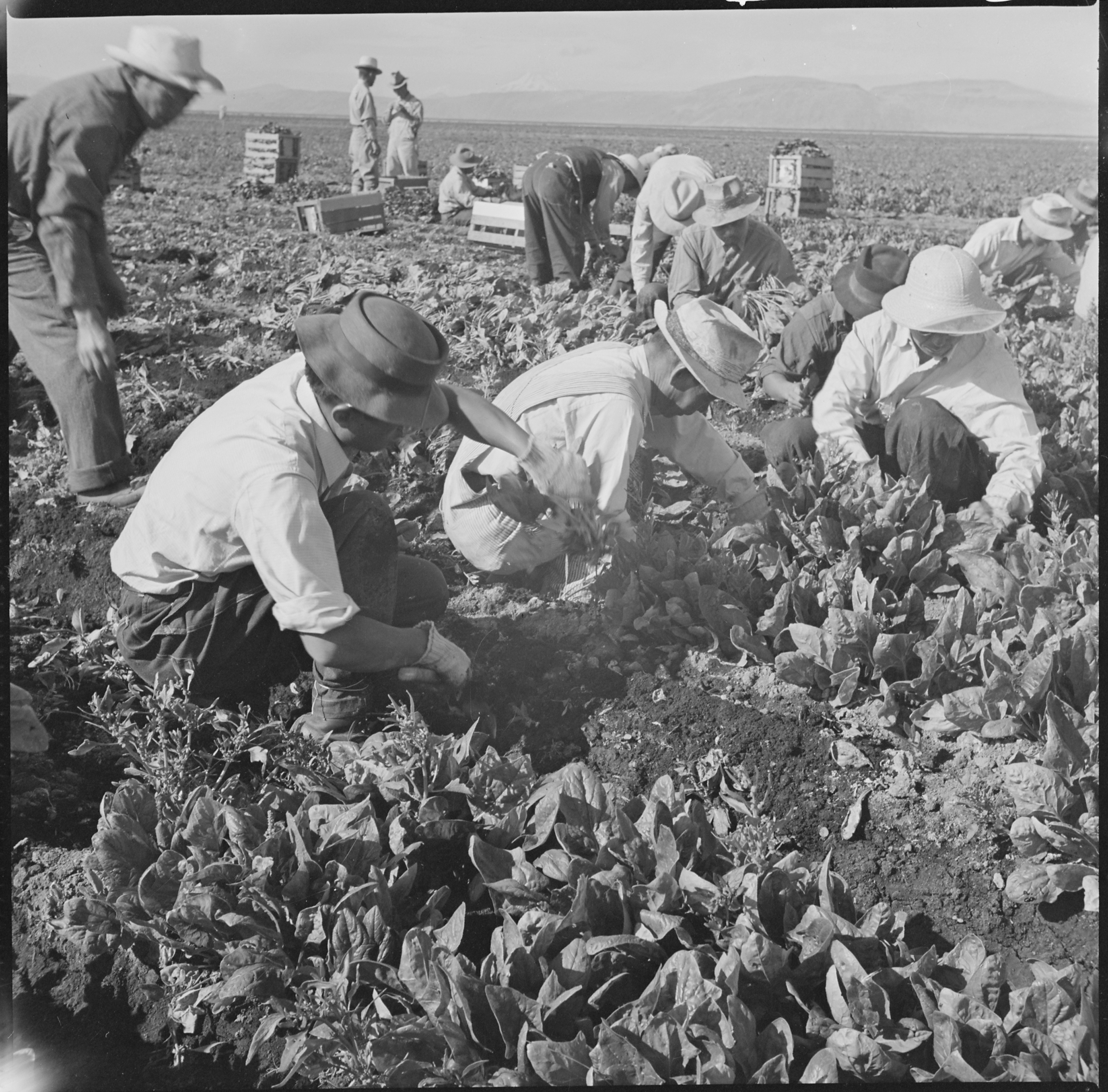
Récolte d'épinards au centre de Tule Lake, 8 septembre 1942.

### Centre de Minidoka (près deTwin Falls, Idaho),9 000 internés
Le camp de Minidoka est créé le 10 août 1942 à Hunt dans l'état du Idaho et est constitué de 600 baraques sur 13 000 hectares. En septembre 1942, il accueille la plupart des internés du Camp Harmony. Il est fermé le 28 octobre 1945.

### Centre de Poston (près deParker, Arizona),17 000 internés
Le camp de Poston est créé le 10 août 1942 en Arizona pour regrouper les Japonais et les citoyens américains d'origine japonaise de la côte ouest des États-Unis. Poston est composé de trois camps distincts, implantés dans la réserve indienne Colorado River, malgré l'avis négatif des autorités tribales.

### Centre de Rohwer (près deMcGehee, Arkansas),8 475 internés
Le camp de Rohwer est créé le 18 septembre 1942 dans le comté de Desha. Ce camp a servi à emprisonner jusqu'à 8 475 Nippo-Américains. Il ferme le 30 novembre 1945. Il ne subsiste plus que le cimetière du camp, qui est un monument local.

### Centre de Heart Mountain (près deRalston, Wyoming),10 800 internés[18]
Le Centre de relogement de guerre de Heart Mountain (Heart Mountain Relocation Center) est un camp d'internement situé dans le nord-ouest du Wyoming. Il ouvre le 11 août 1942. Sa population maximale est de 10 767 internés en janvier 1943, ce qui en fait provisoirement la 3e ville du Wyoming en termes de population. Les internés sont soumis à la conscription militaire, 85 iront en prison pour refus de s'y soumettre, et 799 sont envoyés à l'armée. Le camp ferme le 10 novembre 1945.

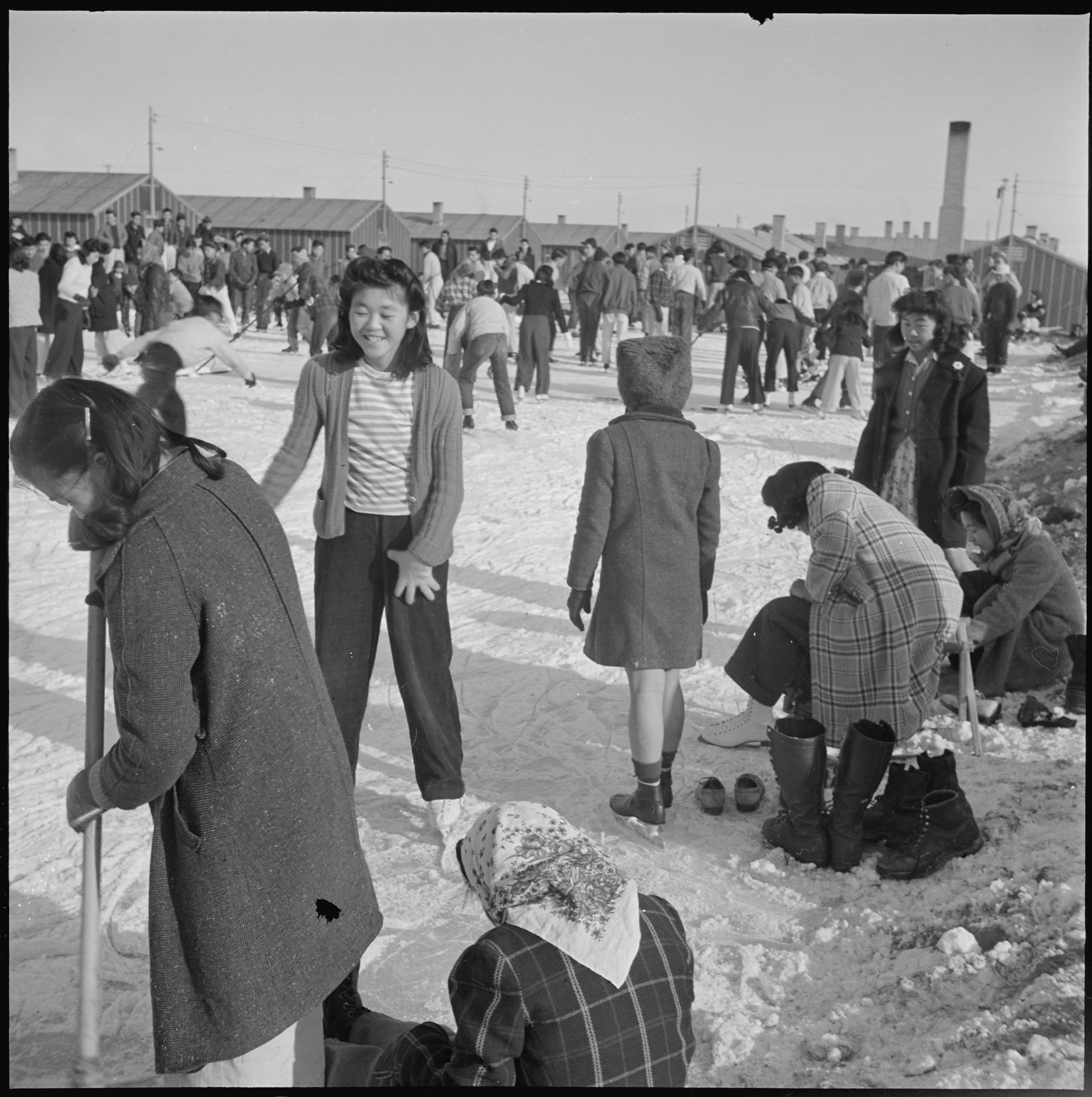
Heart Mountain Relocation Center, 10 janvier 1943.

### Centre de Granada, ou «camp Amache» (près deGranada, Colorado), environ10 000 internés[19]
Le Centre de relogement de guerre de Granada (Granada War Relocation Center) est un camp d'internement situé dans le sud-est du Colorado. Il ouvre en août 1942 et sa population maximale est de 7 318 personnes en octobre 1942, lesquelles proviennent principalement de Los Angeles. Environ 10 000 internés passent par ce camp de 1942 à 1945. Le centre est renommé « camp Amache » pour éviter des problèmes postaux avec la ville voisine de Granada. Il ferme en octobre 1945. C'est le seul camp où le gouverneur de l'État (Ralph Lawrence Carr, républicain, 29e gouverneur du Colorado, de 1939 à 1943) se déplace, accueille les déportés et leur souhaite la bienvenue dans l'État, à rebours des sentiments anti-japonais de l'époque. Cela lui fait probablement perdre sa course au Sénat en 1942 et signe la fin de sa carrière politique. Le camp Amache est le plus petit camp des 10 camps de la WRA et probablement le moins coercitif.

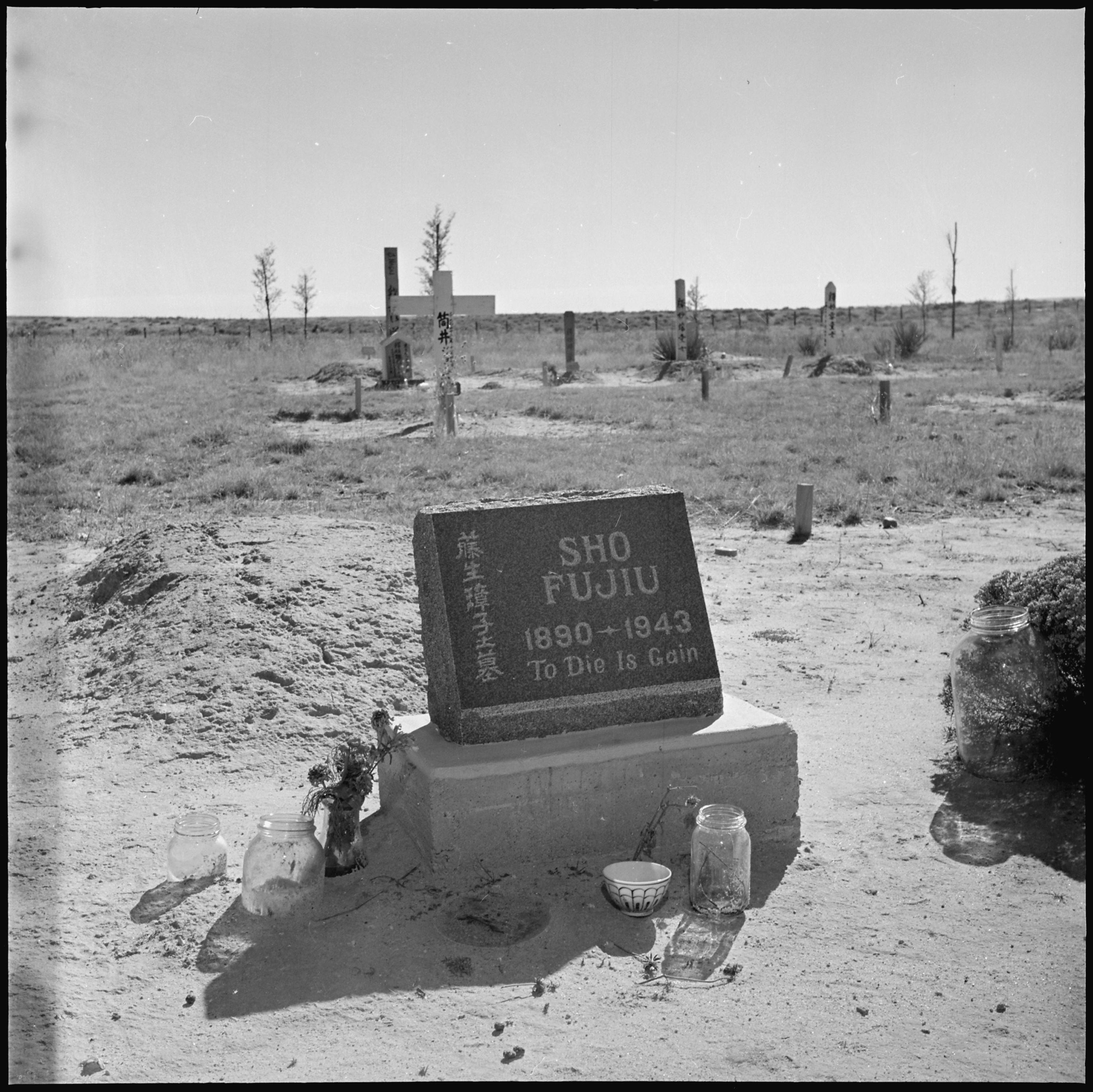
Cimetière du centre de Grenada, à Amache, Colorado.

### Camp d'internement de Crystal City
Ce camp d'internement, créé près de Crystal City au Texas a servi à emprisonner des personnes d'ascendance japonaise, allemande et italienne durant la Seconde Guerre mondiale.

## La déportation

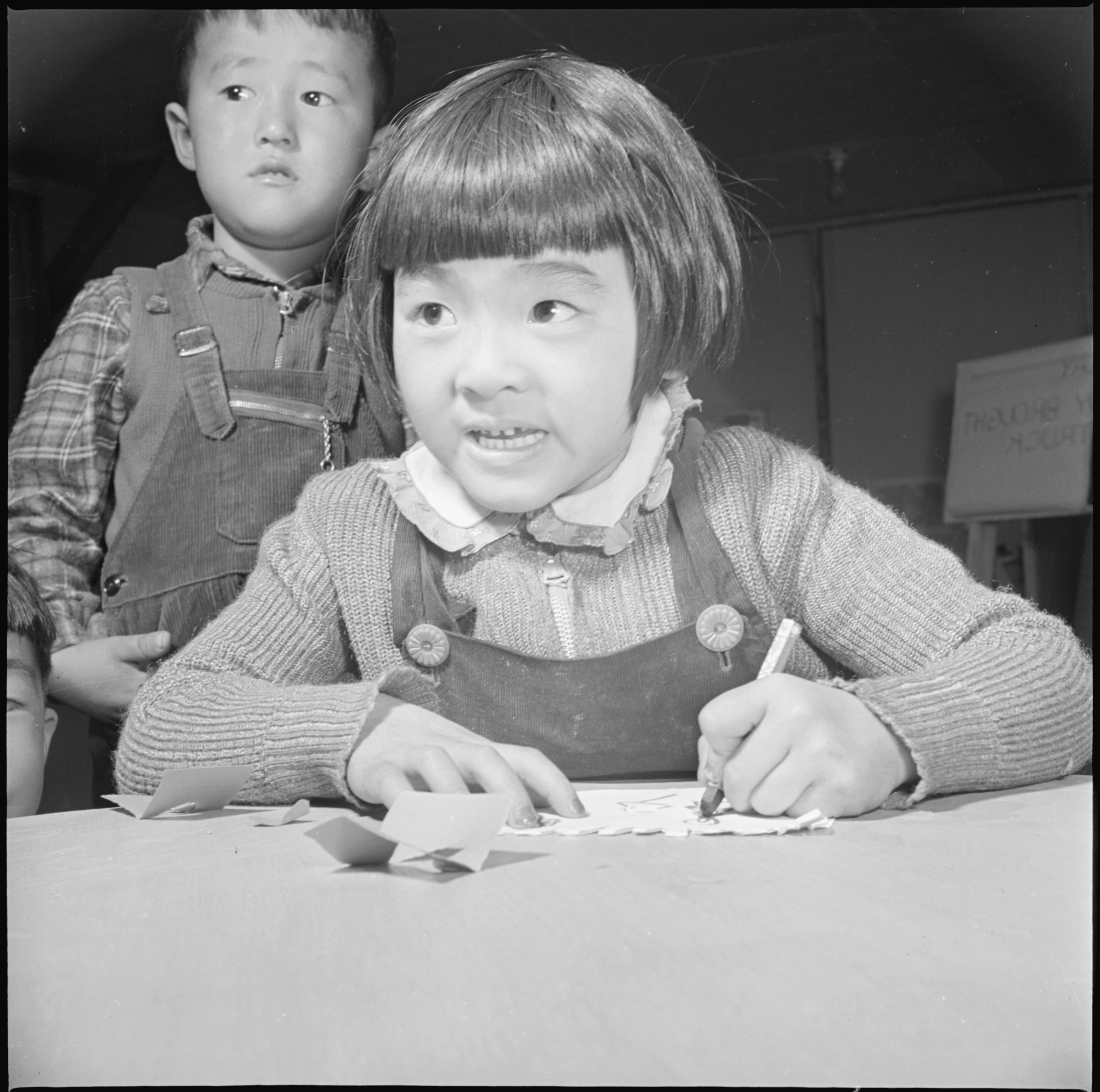
Deux enfants déportés dans le camp de Manzanar.

Les mesures discriminatoires envers la communauté japonaise commencent en mars 1942 par des couvre-feu, le blocage des comptes bancaires, et l’interdiction de s’éloigner de 8 km autour de son domicile. Puis le FBI, appuyé par des soldats, mène des rafles et expulse sommairement de leur foyer chaque occupant. Les déportés sont rassemblés dans des centres de triage improvisés et comparaissent devant un « conseil d’évaluation du loyalisme de la Commission de contrôle des ressortissants d’un pays ennemi ». À l’issue de cet interrogatoire, sous surveillance étroite, des trains fermés les amènent dans des régions désertiques, inhospitalières où ils sont parqués dans des baraques en bois. Les conditions varient selon les camps : cela va des étables aux villes fantômes du désert. Ces camps sont entourés de miradors et de fil de fer barbelé. À ce moment, pour expliquer ces mesures, le gouvernement prétexte la protection de gens à qui la propriété et la dignité sont enlevées. Les camps d’internement sont nommés « camp de relocalisation ».

## L'impact sur la population nippo-américaine
La déportation des Nippo-Américains se passe dans le calme, les files de familles japonaises chargées de ballots se dirigent docilement vers une destination inconnue. Dans son livre Farewell to Manzanar, Jeanne Wakatsuki Houston consacre un chapitre au concept de Shikata ga nai et s'en sert pour expliquer pourquoi les Américains d'origine japonaise réagissent peu à leur internement.
Le sociologue Marvin Opler travaille de 1943 à 1946 comme ethnologue (Community Analyst) dans le camp d'internement des Nippo-Américains de Tule Lake. Ses vues sont critiques, et il n'hésite pas à dénoncer les abus commis dans le camp. Il rapporte également le November Incident, la révolte des résidents du camp contre la prise en main de celui-ci par les autorités militaires. Il remarque enfin que les Nippo-Américains, lors de leur internement, renforcent leur identité d'origine en réaction à l'identité nationale dégradée, qui désormais les opprime.

## La libération
Il faut attendre la fin du conflit pour que ces prisonniers, dont le nombre dépasse 110 000 personnes dans le pays, soient libérés, sur ordre du président Harry S. Truman. Les Nippo-Américains du camp Jerome en Arkansas sont libérés en 1944, et ceux de Manzanar et des autres camps en 1945. À leur sortie, les déportés reçoivent un ticket de bus et une allocation de 25 dollars, versée en espèces : les mêmes aides que celles allouées aux criminels dûment condamnés à leur libération,,.

## La réparation
En 1980, une Commission spéciale d'enquête est mise sur pied par le président Jimmy Carter. Elle établit que la décision de déplacer les individus d'origine japonaise dans des camps de prisonniers s'explique par « le préjugé racial, l'hystérie de guerre et les ratés du leadership politique », et non par des nécessités de défense. En 1988, grâce à une loi coécrite par Norman Mineta et Alan K. Simpson, le Congrès présente ses excuses aux survivants et accorde à chaque ancien détenu une somme de 20 000 $ en compensation.

## Dans les arts et la culture populaire

### Filmographie

#### Cinéma
Plusieurs films traitent de ce sujet : Bienvenue au Paradis d'Alan Parker, Le Pont vers le soleil d'Étienne Périer, La neige tombait sur les cèdres de Scott Hicks, Karaté Kid (The Karate Kid) de John G. Avildsen (le professeur Miyagi perd sa femme et son enfant alors que ceux-ci sont enfermés dans le camp de Manzanar), American Pastime de Desmond Nakano, ou encore le racisme antijaponais dans l'après-guerre avec Un homme est passé de John Sturges.

#### Télévision

##### Série
La saison 2 de The Terror raconte l'histoire d'une famille japonaise internée dans un de ces camps. Cold Case choisit également ce sujet comme cadre pour l'une de ses affaires : l'épisode 11 de la saison 5, Famille 8108 (la famille Takahashi est internée au camp de Manzanar). Hawaii Five-O y consacre l'épisode Ho' onani Makuakane (saison 4 épisode 10), qui s'inspire du camp de Honouliuli, proclamé quelques mois plus tard, le 24 février 2015, comme parc national par Barack Obama. Sept à la maison traite ce sujet (saison 4 épisode 9) avec une femme dont les parents sont envoyés dans un camp.

##### Documentaire
En 2017, l'épisode 3 de la saison 1 de L'Histoire de l'Amérique en couleur - Les Années 1940 revient sur l'internement de ces citoyens.

### Littérature

#### Romans
Des romans traitent aussi de cette période, tels que Certaines n'avaient jamais vu la mer, roman américain de Julie Otsuka publié en 2011 et qui reçoit le prix Femina étranger l'année suivante. Julie Otsuka évoque la chasse aux sorcières que subirent les Américains d'origine japonaise dans un autre livre : Quand l'empereur était un dieu.
George Takei, célèbre pour avoir joué dans Star Trek, est revenu sur son enfance dans les camps d'internement américains (en particulier le Camp Rohwer et le Camp de Tule Lake) à travers une autobiographie dessinée, Nous étions les ennemis (They Called Us Enemy), publiée en 2019.
Perfidia (en) de James Ellroy traite également des rafles des Nippo-américains par le FBI et la police de Californie. Un livre pour la jeunesse de Jean-Jacques Greif intitulé Le fil à recoudre les âmes traite aussi ce sujet.

### Spectacle
L'internement des Nippo-américains de 1942 est cité comme exemple de droits bafoués par George Carlin dans sa tirade sur les droits individuels, à la fin de son dernier spectacle intitulé « It's Bad For Ya » (2008). Il conclut en disant que les citoyens d'un pays prétendument démocratique comme les États-Unis n'ont en réalité qu'une « déclaration de privilèges temporaires ».

#### Ouvrages
- Yuji Ichioka, The Issei : The World of the first generation Japanese immigrants, 1885-1924, éd. The Free Press, New York, 1988
- Page Smith, Democracy on trial: The Japanese American and Relocation in World War II, éd. Simon & Schuster, New York, 1995
- Greg Robinson, Un drame de la Deuxième Guerre. Le sort de la minorité japonaise aux États-Unis et au Canada, Presses universitaires de Montréal, 2012, 317 p. (ISBN 978-2-7606-2188-6)
- Julie Otsuka, Certaines n'avaient jamais vu la mer, Gallimard, 2022.
- George Takei (texte), Harmony Becker (dessin), Sidonie Van den Dries (traduction), Nous étions les ennemis (en) (They Called Us Enemy), 202 p., Futuropolis, 2020  (ISBN 978-2-7548-2954-0)

#### Articles
- Dominique Leblond, « Deux monuments nikkei à la mémoire des camps », Revue Française d'Études Américaines [dossier : séquelles de guerres], no 53,‎ août 1992, p. 265-270 (lire en ligne)
- Dominique Leblond, « Paysages de l’exil nikkei : les jardins de la victoire », dans Parcours identitaires, Presses Sorbonne Nouvelle, 1994 (ISBN 9782878548754, lire en ligne), p. 59-68
- Francis McCollum Feeley, « L’internement des américano-japonais pendant la Seconde Guerre Mondiale », Revue Française d'Etudes Américaines, no 70,‎ octobre 1996, p. 63-71 (lire en ligne)
- Élise Prébin, « Mémoire des camps américains. L’exemple japonais », Ateliers, no 30,‎ avril 2006, p. 251-282 (lire en ligne)
- Perséphone Hernandez-Voght, « Mots et mémoires : Vocabulaire de l’internement des japonais américains pendant la Deuxième Guerre mondiale », Cahiers Mémoire et Politique, no 2,‎ 2015, p. 177-185 (lire en ligne)
- Franck Laffaille, « Korematsu. L’internement des « Japanese Americans » aux États-Unis durant la seconde guerre mondiale », Revue française de droit constitutionnel, no 126,‎ février 2021, p. 49-69